# Siebe Deweirdt
Siebe Deweirdt (Wetteren, 8 maggio 2002) è un ciclista su strada belga che corre per il Team Flanders-Baloise. È professionista dal 2024.

## Palmarès
- 2021 (Home Solution-Soenens, una vittoria)

4ª tappa Arden Challenge (Érezée > Érezée)
- 2023 (Soudal Quick-Step Devo Team, due vittorie)

Kemmel Koerse
Grote Prijs Stad Torhout

### Altri successi
- 2023 (Soudal Quick-Step Devo Team)

Campionati belgi, Cronosquadre
- 2024 (Team Flanders-Baloise)

Classifica scalatori Tour de Hongrie
- 2025 (Team Flanders-Baloise)

Classifica scalatori Tour de Hongrie

## Piazzamenti

### Classiche monumento
- Giro delle Fiandre

2024: ritirato
- Parigi-Roubaix

2024: ritirato
- Liegi-Bastogne-Liegi

2024: ritirato

### Competizioni continentali
- Campionati europei

Drenthe 2023 - Staffetta mista: 7º
Drenthe 2023 - In linea Under-23: 66º